# Жабрій польовий
{{#ifeq:0|0|{{#if:|{{#if:Galeopsisladanum|[[]}}|}}}}
Жабрій польовий, жабрій ладанний (Galeopsis ladanum) — вид трав'янистих рослин родини глухокропивові (Lamiaceae), поширений у Європі крім островів, на півночі Азії, в Туреччині, Азербайджані, Вірменії, Грузії.

## Опис
Однорічна трав'яниста рослина (4)10–60(80) см заввишки. Стебло під вузлами не потовщене, вкрите, як і листки, м'якими притиснутими волосками. Листки черешкові, яйцеподібно-ланцетні або подовжені, зубчасті. Віночок пурпуровий, в 2–3 рази довший від чашечки.

## Поширення
Вид поширений у Європі крім островів, на півночі Азії, в Туреччині, Азербайджані, Вірменії, Грузії.
В Україні вид зростає на полях, часто як пожнивний бур'ян — на всій території.

## Галерея

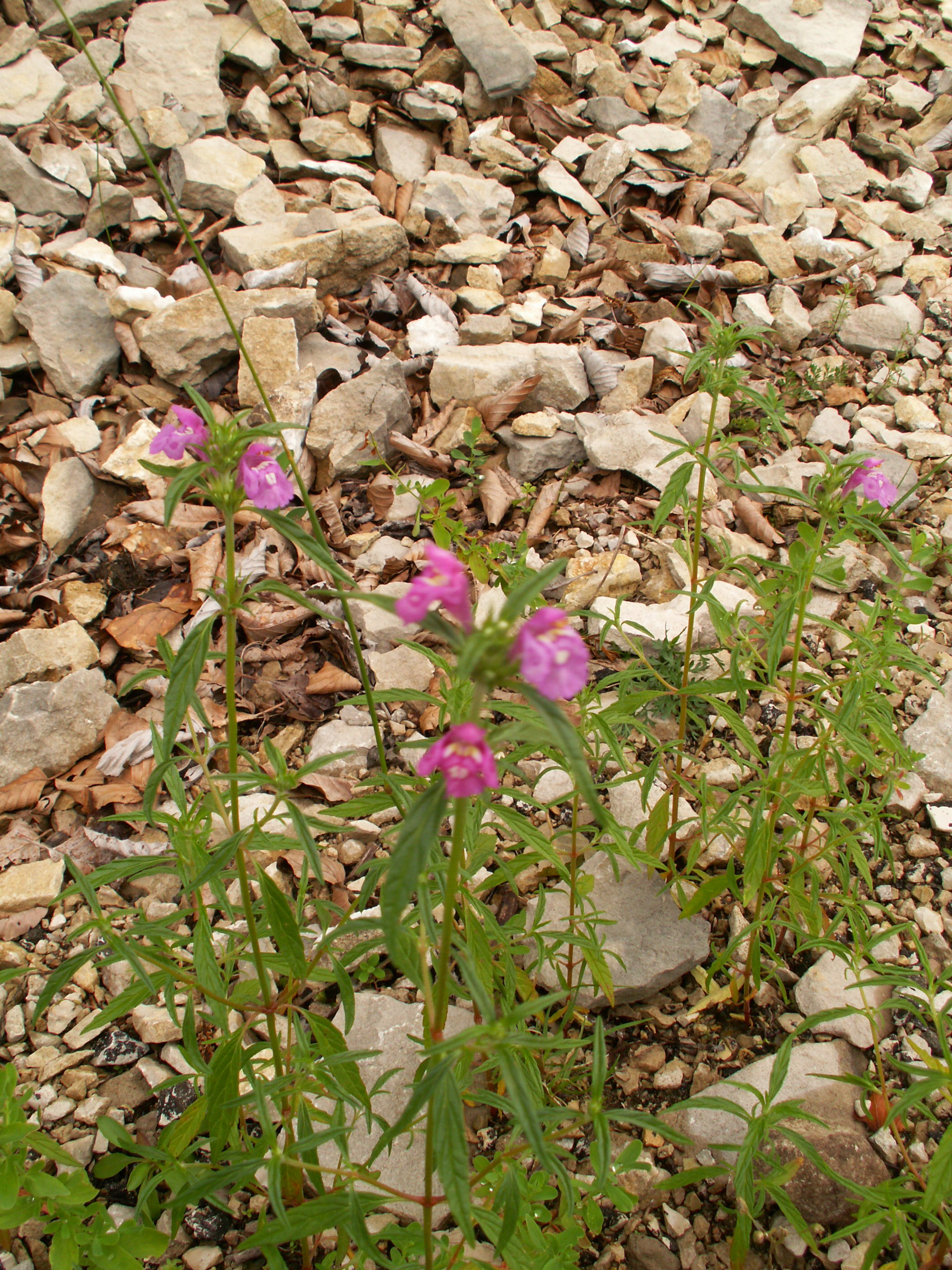
у середовищі проживання
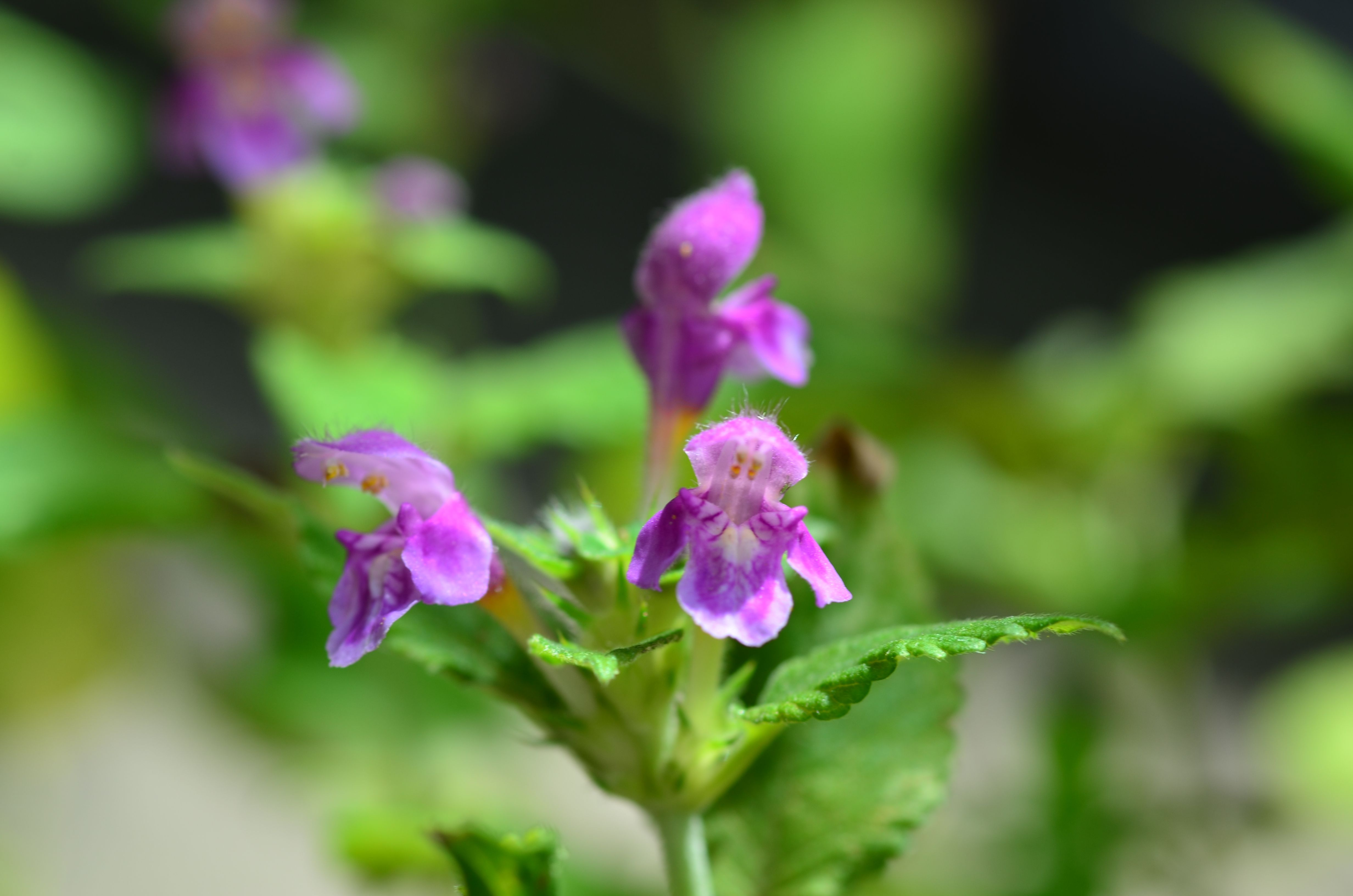
квітка
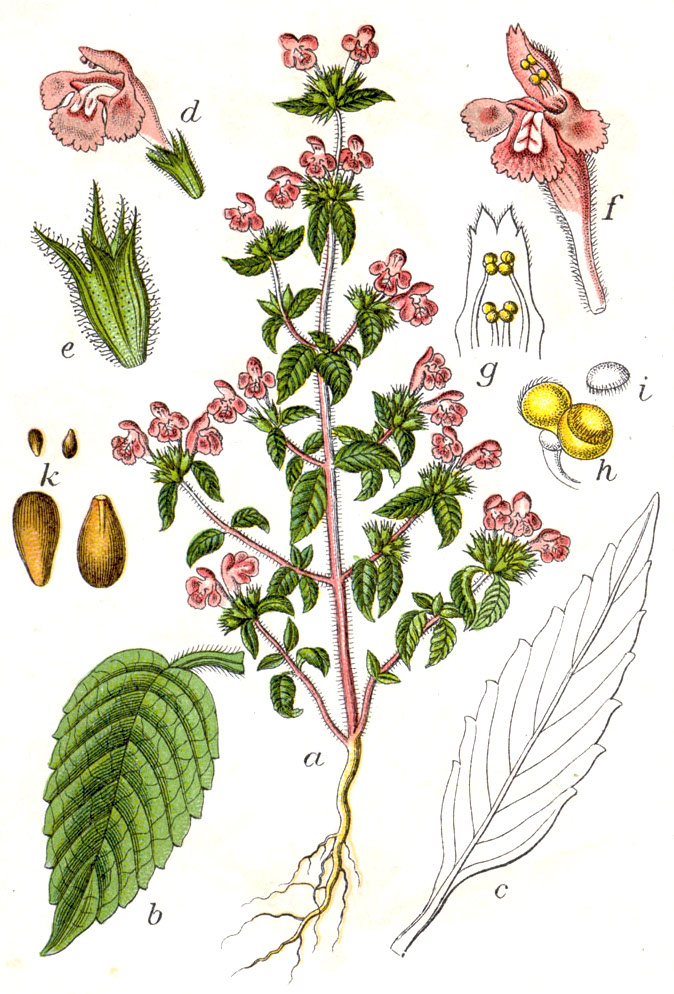
ілюстрація